# Furcas

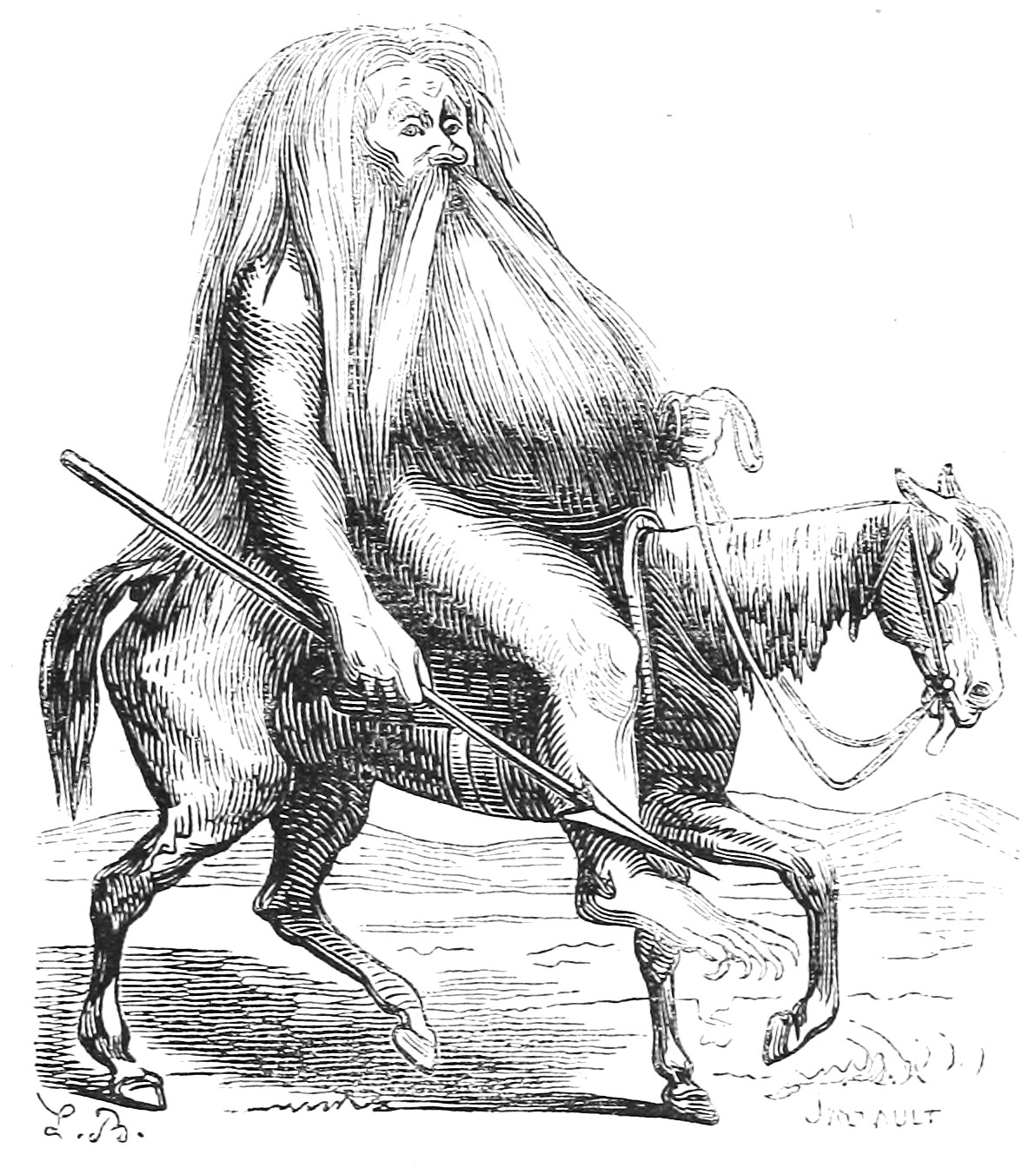
Rappresentazione artistica di Furcas.

In demonologia Furcas è un Cavaliere dell'Inferno che comanda venti legioni di demoni. Insegna filosofia, astronomia (astrologia per alcuni autori), retorica, logica, chiromanzia e piromanzia.
Furcas è raffigurato come un vecchio crudele con barba e capelli lunghi in groppa a un cavallo.
L'etimologia del nome deriva dalla parola latina "furca", forca.
Viene citato nella Piccola Chiave di Salomone.